# Siła robocza

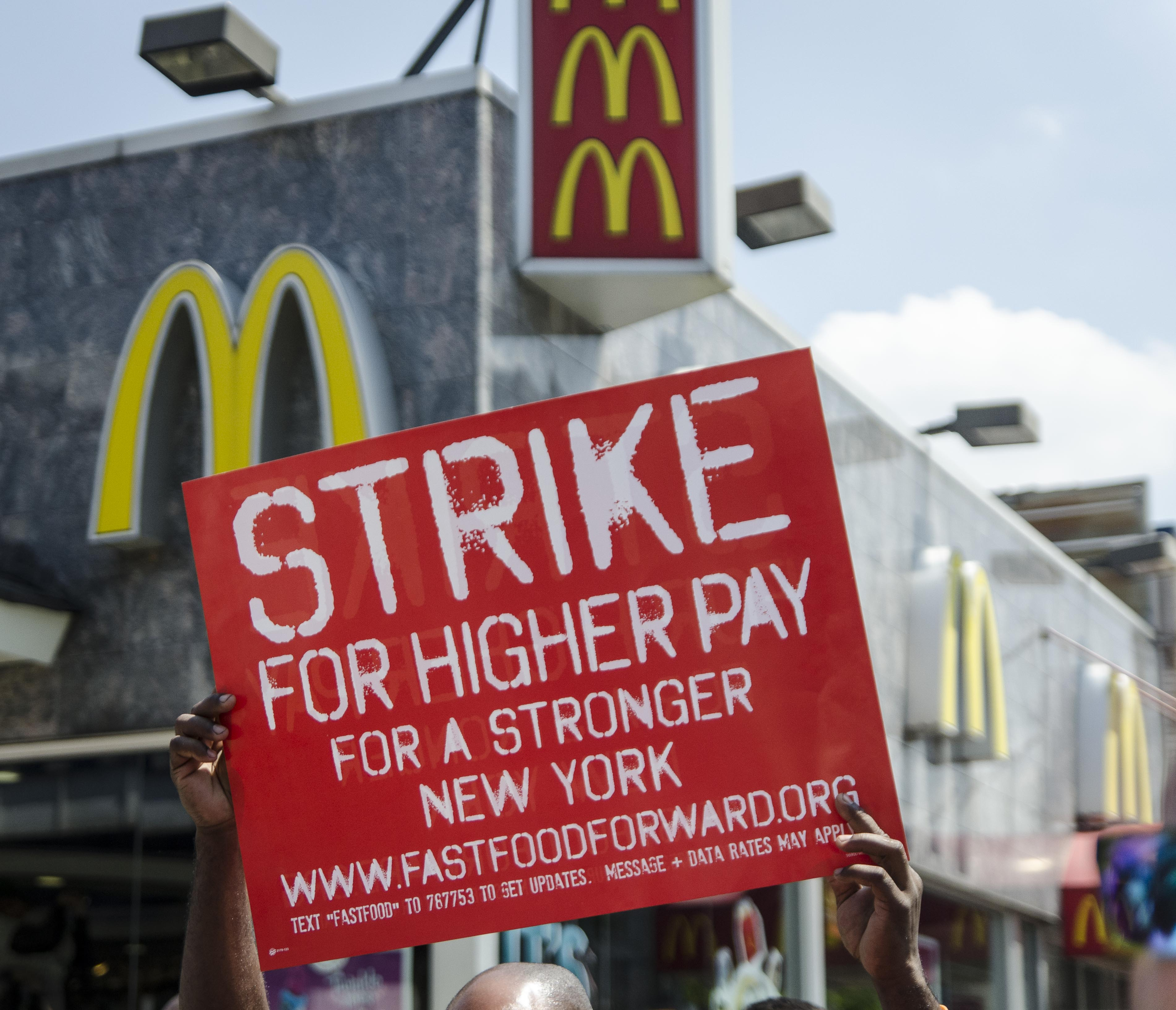
Protest w McDonald’s w Nowym Jorku w celu podwyżki wynagrodzenia dla pracowników

Siła robocza – w ekonomii oznacza część społeczeństwa w wieku produkcyjnym, która jest w stanie pracować i do tego skłonna. Zatem jest to suma zatrudnionych i bezrobotnych. W tym kontekście mówimy zwykle o osobach, które ukończyły odpowiedni wiek (np. 15 lub 18 lat), nie kształcą się już w trybie dziennym, są fizycznie zdolne do pracy, nie przekroczyły wieku emerytalnego, nie zrezygnowały z uczestnictwa w rynku pracy (np. z powodu wychowania dzieci lub prowadzenia gospodarstwa domowego).
Siła robocza to zdolność człowieka do wykonywania pracy, na którą składają się zdolność fizyczna i psychiczna oraz kwalifikacje wynikające z posiadanego wykształcenia i doświadczenia. Siła robocza obejmuje ludzi pracujących i poszukujących pracy. Stanowi jeden z głównych czynników wytwórczych.
Pojęcie to wywodzi się literatury marksistowskiej, gdzie często stosowane jest zamiennie z pojęciem proletariatu. Jest ono pojmowane jako zasób jednostek ludzkich zdolnych do pracy.
Obecnie w literaturze socjologicznej i ekonomicznej zastępowane jest pojęciem kapitał ludzki, które uwzględnia nie tylko liczbę pracowników, ale także ich motywacje, przedsiębiorczość, kwalifikacje. Często jednakże w stosunku do pracowników wykonujących prace proste, najczęściej w przemyśle, atrakcyjnych ze względu na niskie koszty utrzymania dla pracodawcy, stosuje się pojęcie taniej siły roboczej.